# Ангел Златев
Ангел Георгиев Зла̀тев е български цирков артист.

## Биография
Роден е на 22 септември 1940 г. в село Зорница, област Хасково. През 1958 – 1965 и 1969 – 1970 г. участва като фенгер (ловитьор) в трупата на Никола Панов в номерата „Бари“, „Въздушни бари“ и „Флигентрапец“. В ръцете му волтижорите изпълняват темпови салтоморталета и пируети, цвист със салто и половина, двойно салтомортале в темпо. От 1965 до 1969 г. ръководи циркова трупа. Умира на 30 октомври 1970 г.
През 1969 г. става лауреат на II национален фестивал на българското цирково изкуство.